# Purpurcochoa
Purpurcochoa (Cochoa purpurea) är en asiatisk fågel i familjen trastar inom ordningen tättingar.

## Kännetecken

### Utseende
Purpurcochoan är en rätt stor (25-28 cm) trast som i skugga mest verkar mörk men som i solljus uppvisar mycket vackra färger. Den har silverblå hjässa och stor svart mask över ögat. På vingen syns en ljusgrå fläck vid de svarta vingpennornas bas samt en tydlig vingfläck. Stjärten är silverblå med svart ändband. Hos hanen är armpennor, täckare och kropp dovt purpurgrå, medan honan är rostfärgad.

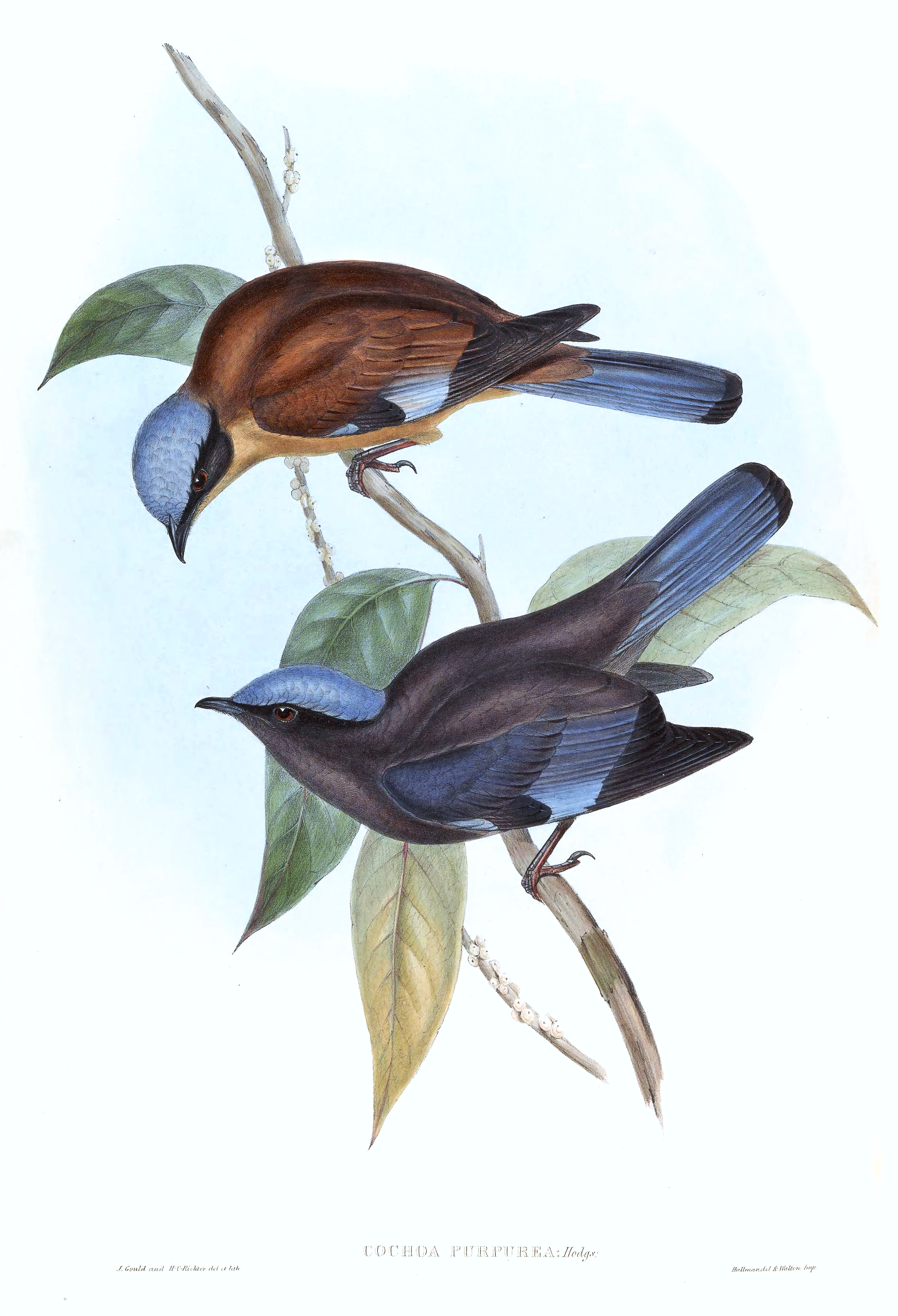
Hane och hona purpurcochoa.

### Läten
Purpurcochoans sång består av en djup vissling, medan det bland lätena hörs ett "sit" och mjuka "trrr".

## Utbredning och systematik
Purpurcochoan förekommer i skogar i bergstrakter från norra Indien till sydvästra Kina, Myanmar och Indokina. Tillfälligt har den observerats i Bangladesh.

## Systematik
Fåglarna i släktet Cochoa behandlades tidigare i underfamiljen Saxicolinae i familjen trastar (Turdidae). DNA-studier visar dock att medan de allra flesta arter i Saxicolinae egentligen är flugsnappare (och därför har flyttats till Muscicapidae) står Cochoa närmare de egentliga trastarna, systergrupp till den udda arten fruktplockare och tillsammans nära släkt med 
trastsläktena Turdus och Geokichla. Purpurcochoan behandlas som monotypisk, det vill säga att den inte delas in i några underarter. 

## Levnadssätt
Purpurcochoan påträffas i tät och fuktig bergsskog på mellan 1000 och 3000 meters höjd. Där lever den ett tillbakadraget och stillasittande liv i trädkronorna. Fågeln lever av bär, insekter och mollusker.

### Häckning
Fågeln häckar mellan maj och juli och bygger ett skålformat bo som placeras i en trädklyka. Boet täcks med mossa, lavar och en vit trådliknande svamp. Honan lägger tre fläckiga blekt havsgröna ägg som båda könen hjälps åt att ruva. Fåglarna är mycket skygga vid boet och slinker undan även om faran är långt borta.

## Status och hot
Arten har ett stort utbredningsområde och en stor population, men tros minska i antal, dock inte tillräckligt kraftigt för att den ska betraktas som hotad. Internationella naturvårdsunionen IUCN kategoriserar därför arten som livskraftig (LC). Världspopulationen har inte uppskattats men den beskrivs som vanlig i Nagaland, sällsynt i Kina och fåtalig i Sydostasien.

## Namn
Brian Houghton Hodgson gav fåglarna i släktet namnet Cochoa efter nepalesiska skogsarbetare som kallade purpurcochoa för Cocho.